# Raymond Unwin
Sir Raymond Unwin (Rotherham, 1863 – Lyme, 29 giugno 1940) è stato un architetto e urbanista britannico.

## Gli inizi
Raymond Unwin nacque a Rotherham, nello Yorkshire, e crebbe ad Oxford, dopo che il padre liquidò i propri affari e si trasferì per studiare. Venne quindi educato al Magdelen College School. Nel 1884 fece ritorno nel Nord dell'Inghilterra per diventare apprendista ingegnere per la Stavely Iron and Coal Company nei pressi di Chesterfield.
Unwin iniziò ad interessarsi alle problematiche sociali già in giovane età e fu ispirato dalle letture e dagli ideali di John Ruskin e William Morris. Nel 1885 si trasferì a Manchester e divenne segretario della locale Socialist League di Morris. Scrisse articoli per i loro giornali e parlò nelle strade per la loro causa e per la Labour Church. Divenne inoltre amico intimo del filosofo socialista Edward Carpenter, le cui idee di comunità utopica lo spinsero a sviluppare una piccola comune a Millthorpe, vicino a Sheffield.
Nel 1887 fece ritorno alla Staveley Company come ingegnere, lavorando sullo sviluppo di città per minatori e altri edifici vari, associandosi frattanto alla Sheffield Socialist Society.
Nel 1893 Unwin sposò la sorella dell'architetto Richard Barry Parker, Ethel, e lavorò con questo in società, con sede a Buxton, nel Derbyshire. I due associati prediligevano un semplice stile vernacolare e si posero come scopo il miglioramento della qualità dell'abitazione delle classi operaie. Furono inoltre membri della Northern Art Worker's Guild e furono intimi amici di Edgar Wood (1860 - 1935), l'architetto principale del movimento Arts and Crafts nel Nord dell'Inghilterra e membro fondatore del gruppo.

## La carriera di urbanista
Nei loro numerosi scritti - tra cui il loro libro The Art of Building a Home del 1901 - Parker and Unwin ambivano a portare alla ribalta il movimento Arts and Crafts: grazie al loro successo migliaia di case nei primi anni del XX secolo vennero costruite proprio seguendo la traccia da loro indicata.
Un esempio degno di nota delle loro prime collaborazioni è databile al 1899, ed è riconducibile alla Goodfellow House - nome del proprietario - di Clayton, nello Staffordshire. Parker e Unwin furono impegnati nel disegno della maggior parte degli arredi interni - presenti ancor oggi per la maggior parte all'interno della casa - e l'originale disposizione dei giardini. Goodfellow vendette la casa nel 1926 a Colley Shorter, che aveva aperto le vicine manifatture di ceramiche di Wilkinson e Newport. Rinominò l'edificio Chetwind House e, dopo il matrimonio avvenuto nel 1940, la designer Clarice Cliff si trasferì anch'essa nella casa e vi visse fino al 1972. Fu proprio la sua presenza a rendere da allora la casa così famosa.
Durante il 1902 fu richiesto a Parker ed Unwin di progettare un villaggio modello a New Earswick, nei pressi di York, da parte dei filantropi Joseph e Benjamin Seebohm Rowntree. L'anno seguente venne data loro l'opportunità di prender parte alla creazione di Letchworth, quando la prima Garden City Company chiese loro di proporre un piano.
Nel 1903 vennero inoltre coinvolti nella "Cottages Near a Town Exhibit (Mostra di Cottages vicino ad una città)" per la Northern Art Workers Guild di Manchester. L'anno seguente, dopo che il loro piano fu adottato, aprirono un secondo ufficio a Baldock; nel 1905, Henrietta Barnett chiese loro di progettare il nuovo Garden Suburb (Sobborgo-Giardino) ad Hampstead.
Unwin si trasferì da Letchworth ad Hampstead nel 1906, mantenendo dimora per il resto della sua vita nella fattoria "Wyldes".
Nel 1907 la Ealing Tenants Limited, una cooperativa in sviluppo nella parte occidentale di Londra, lo nominò per continuare lo sviluppo del sobborgo verde di Brentham.
Unwin entrò nel Local Government Board nel dicembre del 1914. Nel 1915 fu incaricato dal Ministry of Munitions (Ministero per gli approvvigionamenti istituito nel Regno Unito durante gli anni della Prima Guerra Mondiale) per progettare i villaggi di Gretna ed Eastriggs, e supervisionarne altri. Dal 1917 ricoprì un ruolo influente nella Tudor Walters Committee su quanto riguardava l'abitazione delle classi operaie. Le sue conclusioni vennero pubblicate nel 1919, l'anno in cui venne nominato Chief Architect (Capo Architetto) dell'appena fondato Ministero della Sanità. Da questo ruolo, divenne infine Chief Technical Officer for Housing and Town Planning (Capufficio tecnico per la Casa e la pianificazione urbanistica) fino al suo ritiro in pensione, avvenuto nel novembre 1928.
La dimostrazione della sua capacità - durante gli anni della Grande Guerra - di costruire case rapidamente ed economicamente, pur sapendo mantenere standard soddisfacenti nei giardini, nella privacy familiare e negli spazi interni, diede a Unwin una grande influenza sulla William Tudor Committee, e da qui - indirettamente - su gran parte dell'edilizia residenziale inglese tra le due guerre. Divenne consulente tecnico della Greater London Regional Planning Committee nel 1929 e stilò due importanti rapporti, uno pubblicato lo stesso anno, e l'altro nel 1933.
Unwin fu anche presidente del RIBA nel periodo 1931-1933, nominato cavaliere nel 1932 e consultato dal Presidente degli Stati Uniti d'America Franklin Delano Roosevelt a riguardo del New Deal, nel 1933. Nel 1936 venne nominato visiting professor di Pianificazione Urbanistica alla Columbia University e nel 1937 ricevette la RIBA Royal Gold Medal per l'architettura. Gli venne conferito un dottorato ad honorem dalla Harvard University in 1937.

## Morte ed eredità
Raymond Unwin morì a Lyme, nel Connecticut nella casa della figlia, il 29 giugno 1940.